# Die Neue (Tirol)

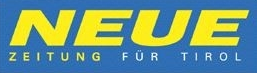
Logo der Zeitung

Die Neue war eine kleinformatige regionale Tiroler Tageszeitung, die von der Moser Holding herausgegeben wurde. 
Sie wurde 2004 mit dem Ziel gegründet, das Boulevardsegment in Tirol nicht länger alleine der Kronen Zeitung zu überlassen. Vorbild der Neuen in Strategie und Aufmachung ist die Neue Vorarlberger Tageszeitung.
Laut Österreichischer Auflagenkontrolle hatte die Neue eine Druckauflage von rund 33.000 Stück, von denen nur knapp 8.000 verkauft wurden. Die Zeitung war Genossenschafter der Austria Presse Agentur.
Am 31. März 2008 erschien die Neue zum letzten Mal. Die Moser Holding setzt in Zukunft auf eine sogenannte Ein-Marken-Strategie. Alle Konzentration wurde auf das Flaggschiff, die Tiroler Tageszeitung, und den Online-Bereich gerichtet. Die kurze Zeit später eingeführte Gratiszeitung TT Kompakt gilt als indirekter Nachfolger der Neuen.